# 陳縕儂
陳縕儂（Yun-Nung Chen，1987年—）是臺灣的計算機科學家，現任國立臺灣大學資訊工程學系教授。她的研究領域涵蓋語音理解、自然語言處理、深度學習、機器智慧與口語對話系統，特別專注於語音語言理解、多輪對話系統以及深度學習在語言技術中的應用。陳縕儂是臺大資工系歷來最年輕的教授之一。

## 生平
陳縕儂於美國卡內基美隆大學語言科技研究所取得碩士、博士學位，師從語音與語言處理領域的專家。同時擁有國立臺灣大學資訊工程學系學士與碩士學歷。
在攻讀博士期間，陳縕儂參與多項語音對話系統的研究計畫。畢業後，她於美國微軟研究院深度學習科技中心擔任博士後研究員。儘管在美國業界發展順利，陳縕儂仍選擇提早完成博士學位，以提高回國任教的機會。當時她獲得微軟研究院正職研究員的邀約，卻將其作為備案，並打算回台教書。
她深受其指導教授李琳山影響，希望能透過自身所學，為優秀學生創造良好的學習環境。陳縕儂最終返臺投身教育與研究，擔任國立臺灣大學資訊工程學系教師，致力於語音語言處理與人工智慧的教學與學術推廣工作。

## 學術成就
陳縕儂的研究成果廣泛發表於國際頂尖會議與期刊，如：AAAI、NeurIPS、ACL、EMNLP、NAACL、ICASSP等，並獲得多項學術獎項與研究計畫支持。她曾獲得 Google Faculty Research Awards、Amazon AWS Machine Learning Research Awards、NVIDIA Best Scientific Research Award 等國際獎項肯定，為少數來自亞洲獲此殊榮的學者之一。除了屢獲國際研究獎項肯定，她也囊括多項國內研究獎項，包含科技部愛因斯坦年輕學者獎、傑出人才發展基金會年輕學者創新獎、吳大猷先生紀念獎和李國鼎青年研究獎等。2021年，獲得第14屆台灣傑出女科學家獎新秀獎。2024年，獲選成為第62屆中華民國十大傑出青年。
除了在學術研究上發表論文外，陳縕儂也經常協助企業界導入AI相關的應用。2023年底，陳縕儂團隊用Meta公司的開源大模型Llama 2為基礎，訓練出「Taiwan LLM」（台灣本地大型語言模型），引起不少企業關注。2024年7月，他們又推出更進階的版本「Project TAME」（台灣對齊與建模實驗計畫），這次用更新的Llama 3，加上半導體、化工、醫療、法律等專業資料，總共訓練了5,000億字。
陳縕儂表示「有些企業有強大的運算能力，但缺資料，有些則是有資料但缺算力。」他們的團隊就是負責把資源串連起來，並且把訓練出來的模型開放出來。因為資料非常專業，未來在特定領域的表現會更好，甚至希望AI能考過台灣律師考試。
接下來，他們想讓AI更懂人話，特別是理解「言外之意」。比如「今天好累喔」「桌上碗盤還沒收」，真正的意思是「可以幫我收一下嗎？」不同文化的理解方式不同，這讓本地化訓練變得更重要。選擇這條更有挑戰性的路，也是陳縕儂作為AI研究者的一種叛逆精神。

## 研究與應用推廣
除了學術研究外，陳縕儂亦致力於推廣人工智慧與語言技術的應用與普及，參與多項產學合作計畫，推動智慧家庭與機器人技術的發展。她以電影《鋼鐵人》中的語音助理 Jarvis 為靈感，期許未來語言技術能達到類似的應用層次，實現自然且流暢的人機互動。她所主持的「機器智慧與理解實驗室」專注於語言處理與對話系統的研發，透過機器學習技術，讓系統能從資料中自動學習，進而理解人類語言並進行適當的互動。實驗室的長期目標是提升機器智能，使其能夠比肩甚至超越人類在語言理解上的能力。
她參與多元形式的教學與培訓活動，推動台灣各產業的智慧轉型。其教學經歷包括在台灣人工智慧學校開課、受邀至多家企業講授人工智慧課程，以及製作線上AI教學內容。此外，其於國立臺灣大學所開設的AI課程，課程影片亦公開上傳至YouTube平台，迄今已累積超過300部，作為推廣人工智慧教育資源之用。

## 性別與教育倡議
鑑於AI領域女性比例偏低，陳縕儂鼓勵女性投入人工智慧與科技、STEM（科學、科技、工程與數學）領域活動，透過分享自身經驗。她強調該領域具備高度彈性與創造性，適合各種性格的人才參與。提倡性別多元化對於活化思維、提升研究品質的重要性，致力於建立友善的科研環境，使女性能兼顧家庭與職涯發展。
陳縕儂關注理工領域的性別差距，指出臺大資工系的男女比例約為六比一，AI實驗室中女性更為稀少，甚至曾出現全無女性成員的情況。她曾在多所高中演講，發現許多女學生因社會期待或刻板印象傾向選擇文法商領域，誤以為理工科發展空間有限、以男性為主。她強調，科技應用與日常生活密切相關，若開發者多為男性，恐難以全面理解女性需求。她認為：「當某個領域女性越少，就越需要女性的加入」，以避免科技發展失衡，缺乏多元視角。她期望男女平等承擔照顧子女的責任，從公司和政府規範著手，像是給爸爸育嬰假或是支持媽媽帶孩子上班，希望由科技公司來推動，讓更多女性加入科技領域，最終實現一個更加平等、多元的工作環境。